# Арабський газопровід
Арабський газопровід — трубопровід природного газу на Близькому Сході.  Має загальну довжину 1200 км, вартістю 1,2 млрд. $ США

## Опис
На початку 2000-х ресурс із офшорних родовищ єгипетського сектору Середземного моря подали на північний схід Синайського півострова по газопроводу Ель-Тіна – Ель-Аріш. Саме у Ель-Аріш узяв початок Арабський газопровід, який створив можливість для експорту єгипетського газу до Йорданії, Сирії і Лівану.

### Дистанція Аріш — Акаба
Перша дистанція Арабського газопроводу прямує до йорданської Акаби  та складається з трьох сегментів. Перший має довжину 250 км, й прямує від Ель-Аріш до Таби на березі Червоного моря. Там розташована станція вимірювання тиску. Другий сегмент складається з 15 км підводного трубопроводу з Таби до Акаби. Третій сегмент — терен вимірювальної станції, довжиною в милю внутрішніх трубопроводів на електростанції Акаба.
Дистанція Аріш-Акаба вартістю $ 220 млн була завершена в липні 2003 року . Діаметр трубопроводу становить 910 мм і має пропускну спроможність 10,3 млрд м³ газу на рік Єгипетський консорціум, що виконав цю дистанцію, включав EGAS, ENPPI, PETROGET і єгипетську газову компанію.
У другій половині 2010-х через виникнення дефіциту природного газу в Єгипті ділянка Акаба — Аріш могла короткочасно переводитись у реверсний режим для подачі до єгипетської газотранспортної мережі ресурсу, прийнятого на терміналі для імпорту ЗПГ у Акабі.
Від ділянки Ель-Аріш — Таба також живиться внутрішньоєгипетський газопровід Таба – Шарм-еш-Шейх.

### Дистанція Акаба — Ель-Рехаб
Друга дистанція газогону прямує Йорданією з Акаби через Амман, до Ель-Рехабу, що розташовано за 24 км від сирійського кордону. Довжина цієї дистанції становить 390 км. Вартість будівництва — 300 мільйонів доларів. Було введено в експлуатацію у 2005.

### Дистанція Ель-Рехаб — Хомс
Третя дистанція має загальну довжину 319 км прямує Йорданією й Сирією. 90 км прямує від йордано-сирійського кордону до електростанції Дейр Алі. Звідти газогін прямує Дамаском до газокомпресорної станції у Аль-Райан поблизу Хомс. Ця дистанція поставляє газ на Тишрінську й Дейр Алі ТЕС. Дистанція була завершена в лютому 2008, і була побудована Syrian Petroleum Company і ВАТ «Стройтрансгаз», дочірнім підприємством «Газпрому» .

### Дистанція Хомс — Баніяс/Триполі
Дистанція Хомс Баніяс/Триполі починається від компресорної станції Аль Райан та прямує на захід до Тартусу, в районі якого довертає на північ та досягає Баніясу (тут споживачем виступає ТЕС Баніяс). Довжина цієї ділянки, виконаної в діаметрі 600 мм, становить 135 км. Вона має робочий тиск у 7,5 МПа та пропускну здатність у 2,2 млрд м3 на рік. Крім того, між Хомсом та Тартусом відходить відгалуження до Лівану, протяжність якого по сирійській території становить 13 км. У Лівані довжина ділянки до ТЕС Дейр-Аммар становить 32 км. Угода про початок поставок була підписана 2 вересня 2009, випробування почалися 8 вересня 2009, а регулярні поставки газу стартували 19 жовтня 2009.
Існувала пропозиція продовжити гілку від Баніясу до Кіпру.

### Газогін Аріш — Ашкелон
Підводний газогін Аріш-Ашкелон, котрий з'єднує вихідний пункт Арабського газопроводу з Ізраїлем, офіційно не є частиною проекту Арабського газопроводу. Трубопровід почав функціонувати в лютому 2008 року. Єгипет та Ізраїль погодились спочатку постачати по цьому трубопроводу 1,7 млрд куб природного газу на рік для використання Ізраїльською електричною компанією з подальшим збільшенням до 2,1 млрд кубометрів. Крім того, до кінця 2009 року East Mediterranean Gas Company підписала інші контракти на подачі 2 млрд кубометрів на рік. Всього пропускна здатність системи складала 9 млрд кубометрів на рік. У 2010 році трубопровід поставив приблизно половину споживаного природного газу до Ізраїлю. Втім, вже у 2012-му через нестачу ресурсу для покриття внутрішнього попиту Єгипет припинив експортні поставки. А в 2020-му трубопровід реверсували для подачі газу із ізраїльського родовища Левіафан на єгипетський завод зі зрідження Ідку ЗПГ.

## Можливий розвиток

### Гейт Сирія — Туреччина
У березні 2006 року, Єгипет, Сирія, Йорданія, Туреччина, Ліван і Румунія досягли угоди про продовження трубопроводу через Сирію до турецького кордону, де він міг би бути підключеним до інших систем для постачання газу до Європи (зокрема, йшла мова про запланований трубопровід Nabucco, проект якого наразі повністю скасований). Туреччина потребувала з цього проекту 2-4 млрд м3 газу щорічно 4 січня 2008, Туреччина і Сирія підписали угоду про будівництво 63 км трубопроводу між Алеппо і турецьким кордоном як першу дистанцію гейту Сирія-Туреччина з Арабським газогоном. 14 жовтня 2008, ВАТ «Стройтрансгаз» підписав контракт на будівництво цієї дистанції вартістю 71 млн дол США Але контракт було анульовано на початку 2009 і був знову виставлений на тендер. Очікували, що гейт буде готовий до 2011 року. Від турецько-сирійського кордону мали прокласти 15 км газогін діаметром 300 мм до міста Кіліс, де передбачалось сполучення із турецькою газотранспортною мережею. Поява ділянки Алеппо – кордон – Кіліс дозволила б постачати газ до Туреччини ще до завершення дистанції Хомс-Аллепо (з використанням існуючого газопроводу Арак – Алеппо). 
Втім, виникнення дефіциту природного газу в самому Єгипті перервало поступ проекту, а невдовзі на території Сирії розгорнулась тривала громадянська війна (при цьому в 2011 – 2013 роках у Туреччині все-таки проклали ділянку Газіантеп – Кіліс, яка запрацювала у не передбаченому первісним проектом напрямку з півночі на південь).

### Гейт з Іраком
У вересні 2004 року, Єгипет, Йорданія, Сирія і Ліван домовилися зв'язати Арабський газогін з Іракською газовою мережею щоб дозволити Іраку експортувати газ до Європи.

## Вибух 2011
5 лютого 2011, під час єгипетської революції було повідомлено про вибух на трубопроводі поблизу газокомпресорної станції Ель-Аріш, який постачає газ в Ізраїль та Йорданію Як результат, було припинено постачання газу в Ізраїль і Йорданію.
За словами губернатора провінції Північний Синай, газова станція, розташована поблизу місця вибуху не була пошкоджена та вибух не зачепив житлові район.